# لیسا (موسیقی‌دان ژاپنی، زاده ۱۹۷۴)
الیزابت سِکورا ناریتا (به انگلیسی: Elizabeth Sakura Narita) (زاده ۲۶ اکبتبر ۱۹۷۴) که بیشتر با نام هنری لیسا (به انگلیسی: Lisa) شناخته می‌شود، خواننده، ترانه‌سرا و تهیه‌کننده اهل ژاپن است. در سال ۱۹۹۸، او به عنوان عضو گروه معاصر شهری ژاپنی M-Flo حضور داشت. در سال ۲۰۰۲، او گروه را ترک کرد تا پروژه خودش را دنبال کند که هفت آلبوم را به عنوان تکنواز منتشر کرد. در دسامبر ۲۰۱۷، او دوباره به عنوان عضو M-Flo پیوست.